# Linnea Quigley
Linnea Quigley (født 27. maj 1958) er en amerikansk skuespiller, bedst kendt for sin medvirken i en række horrorfilm op gennem 1980'erne, hvor hun blev årtiets førende scream queen.
Blandt hendes mest populære film er Silent Night, Deadly Night (1984), hvor hun dræbes af julemanden, The Return of the Living Dead (1985), hvor hun stripper på en kirkegård, Nightmare Sisters (1987), hvor hun og 1980'ernes to andre markante scream queens Brinke Stevens og Michelle Bauer besættes af onde kræfter, samt Hollywood Chainsaw Hookers (1988), hvor hun som medlem af en ægyptisk dødekult danser med en motorsav i hver hånd.